# Tutto Fabrizio De André
Tutto Fabrizio De André è la prima compilation del cantautore italiano Fabrizio De André pubblicato in Italia nel 1966. Raccoglie brani già pubblicati come singoli dalla Karim.

## Descrizione
La raccolta contiene brani già pubblicati su singoli a 45 giri dalla Karim negli anni precedenti, a partire dal 1963 ed è il primo album del cantautore.
La copertina è apribile e contiene all'interno alcune note anonime di presentazione. Nonostante il titolo, il disco non contiene tutti i brani incisi sino a quel momento da De André. Per ognuno di essi è indicato l'anno di uscita. I due brani La ballata dell'eroe e La ballata del Miché sono presenti in una versione diversa da quella pubblicata su singolo, registrate rispettivamente nel 1964 e nel 1963, mentre La città vecchia compare nella versione con il testo censurato ("quella che, di giorno, chiami con disprezzo 'pubblica moglie', quella che, di notte, stabilisce il prezzo alle tue voglie" sostituisce "quella che, di giorno, chiami con disprezzo 'specie di troia', quella che, di notte, stabilisce il prezzo alla tua gioia").

## Promozione
L'album venne ristampato nel 1968 dalla Roman Record Company, con una copertina diversa e con il titolo La canzone di Marinella, visto il successo del brano grazie alla cover di Mina. In contemporanea, la stessa etichetta pubblicherà un'altra antologia, dal titolo Nuvole barocche, contenente la restante produzione del periodo Karim. Sarà la Philips, con la raccolta Il viaggio del 1991, a pubblicare una ristampa integrale della produzione Karim.
Entrambi i dischi conosceranno numerose altre ristampe (separati o in un unico supporto), con altrettanti titoli e copertine.

## Tracce
Lato A
1. La ballata dell'amore cieco (o della vanità) (1966) – 2:48 (Fabrizio De André[1]) – incisa nuovamente per l'album Canzoni
2. Amore che vieni, amore che vai (1966) – 2:39 (Fabrizio De André) – incisa nuovamente per l'album Volume 3º
3. La ballata dell'eroe (1961[2]) – 2:39 (Fabrizio De André[3]) – incisa nuovamente per l'album Volume 3º
4. La canzone di Marinella (1964) – 3:09 (Fabrizio De André) – incisa nuovamente per l'album Volume 3º
5. Fila la lana (1965) – 2:19 (testo: Robert Marcy[4] - adattamento italiano: Fabrizio De André – musica: Fabrizio De André, Robert Marcy) – incisa nuovamente per l'album Canzoni

Lato B
1. La città vecchia (1965) – 3:18 (testo: Fabrizio De André[5] – musica: Fabrizio De André, Elvio Monti[6]) – incisa nuovamente per l'album Canzoni
2. La ballata del Miché (1961[2]) – 2:44 (testo: Fabrizio De André, Clelia Petracchi – musica: Fabrizio De André) – incisa nuovamente per l'album Volume 3º
3. La canzone dell'amore perduto (1966) – 3:39 (testo: Fabrizio De André – musica: Fabrizio De André, Georg Philipp Telemann[7]) – incisa nuovamente per l'album Canzoni
4. La guerra di Piero (1964) – 3:23 (testo: Fabrizio De André[8] – musica: Fabrizio De André, Vittorio Centanaro) – incisa nuovamente per l'album Volume 3º
5. Il testamento[9] (1963) – 4:03 (Fabrizio De André[10]) – incisa nuovamente per l'album Volume 3º

## Formazione
Essendo una raccolta, questi musicisti hanno collaborato solo ai primi due brani dei rispettivi lati A e B:
- Fabrizio De André - voce, chitarra acustica
- Vittorio Centanaro - chitarra acustica
- Anserigi Tarantino - organo
- Werther Pierazzuoli - basso
- Franco De Gemini - armonica